# Mikołaj Grimaldi (regent)
Mikołaj Grimaldi – członek władającej Monako rodziny Grimaldi. Był regentem małoletniego władcy Honoriusza I od 14 do 23 kwietnia 1532 roku. Zastąpił na tym stanowisku Augustyna Grimaldi, biskupa Grasse, który został najprawdopodobniej otruty. Śmierć Augustyna wywołała walki między prawną opiekunką dziesięcioletniego Honoriusza, Blanką de Torette (jego ciotką, siostrą Augustyna) a genueńską gałęzią rodziny Grimaldi. Już po 9 dniach Mikołaj został usunięty, a nowym regentem został przedstawiciel drugiej frakcji, despotyczny Stefan Grimaldi. Przybył on do Monako na początku czerwca.